# Gloria Villamayor
Gloria Villamayor és una davantera de futbol internacional pel Paraguai. Al 2010 va ser màxima golejadora de la Copa Libertadores, que va guanyar al 2012 amb el Colo Colo.

## Trajectòria
| Temporades  | Club                             | Selecció (fases finals)                     | Títols                                   |
| ----------- | -------------------------------- | ------------------------------------------- | ---------------------------------------- |
| 2009        | Universitat Autónoma de Asunción | Copa Mundial Femenina de Futbol sub-17 2008 |                                          |
| 2010        | Everton                          | Copa América Femenina 2010                  |                                          |
| 2011 - 2016 | Colo Colo                        |                                             | 1 Libertadores, 5 Apertures, 4 Clausures |
| 2016 -      | CD Transportes Alcaine           |                                             |                                          |